# Сыроежка турецкая
Сырое́жка туре́цкая (лат. Rússula túrci) — вид грибов, включённый в род Сыроежка (Russula) семейства Сыроежковые (Russulaceae).

## Описание
Шляпка достигает 3—10 см в диаметре, сначала выпуклая, затем уплощённая и вдавленная. Окраска лиловая, тёмно-фиолетовая, серо-фиолетовая или фиолетово-бурая. Кожица блестящая, слизистая, снимающаяся на протяжении примерно одной третьей шляпки.
Пластинки сначала довольно частые, затем расходящиеся, приросшие к ножке, сначала кремовые, затем охристые.
Ножка цилиндрическая или булавовидная, белая, редко розоватая или, особенно во влажную погоду, желтоватая.
Мякоть крепкая, белая, затем желтоватая, под кожицей сиреневатая. Вкус сладковатый, запах, особенно в основании ножки, сильный, иодоформа.
Споровый порошок охристого цвета. Споры 7—9×6—8 мкм, яйцевидные, шиповатые, образующие группы соединённые рубцами, составляющими неполную сеточку. Пилеоцистиды отсутствуют.
Съедобна, обладает приятным негорьким вкусом.

## Сходные виды
- Russula amethystina Quél., 1897 нередко считается синонимом этого вида. Отличается лишь существенно менее выраженной сеточкой спор.

## Экология
Вид широко распространён в сосновых лесах Европы, также может образовывать микоризу с елью и пихтой.

## Таксономия

### Синонимы
- Russula lateritia Quél., 1886
- Russula murrillii Burl., 1913
- Russula purpureolilacina Fayod, 1896